# Peter-Pauls-Kirche (Coswig)

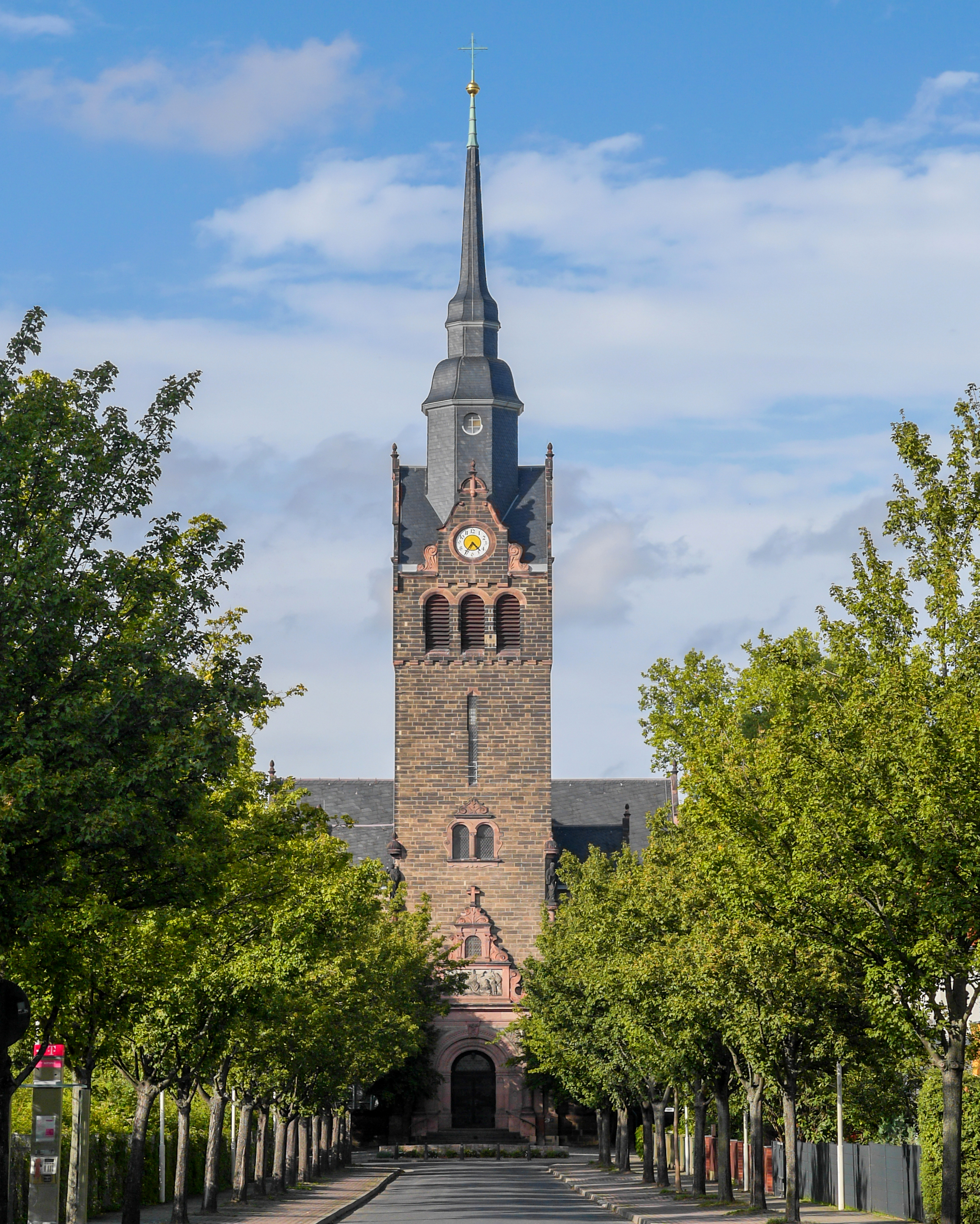
Peter-Pauls-Kirche (Coswig)

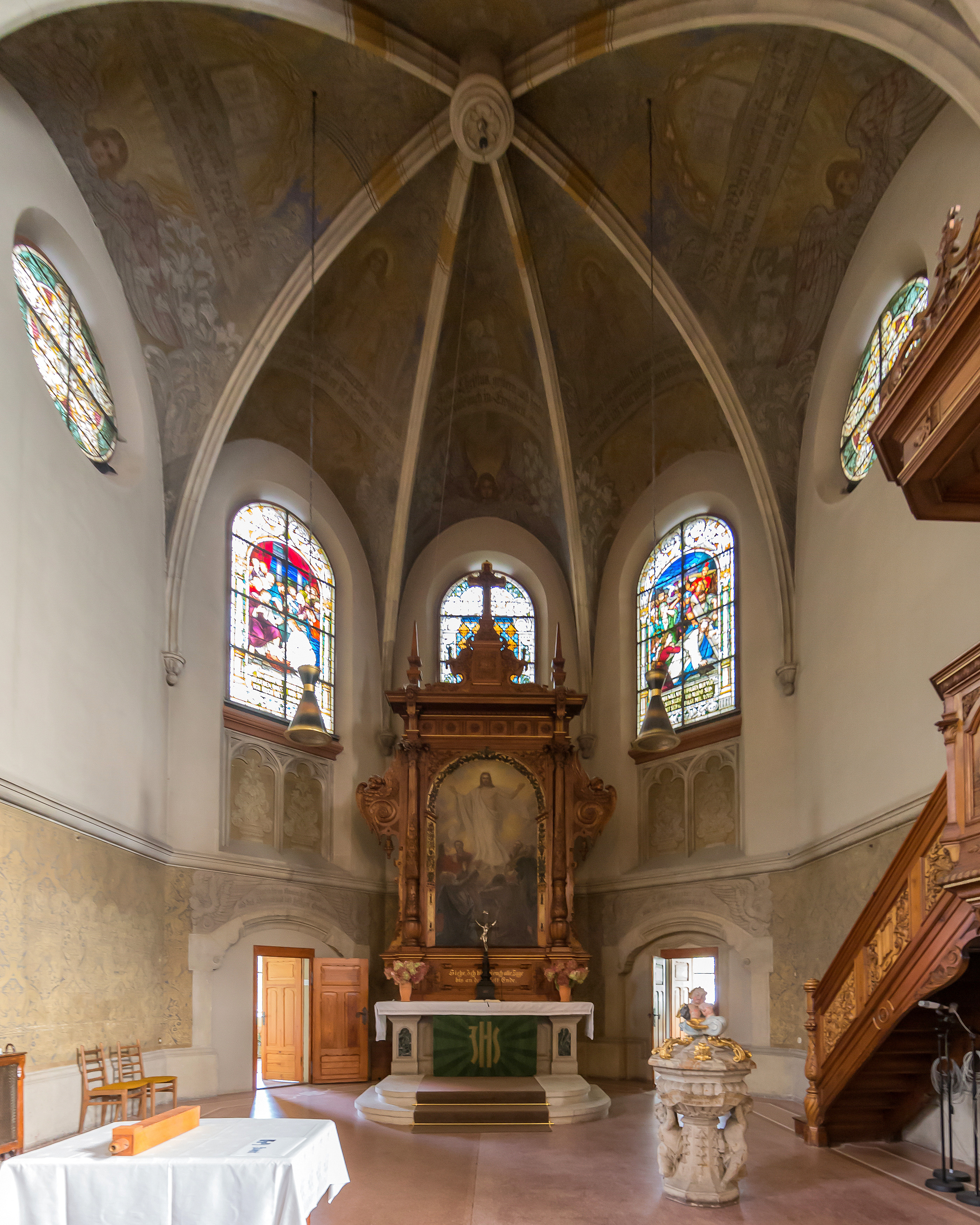
Innenansicht

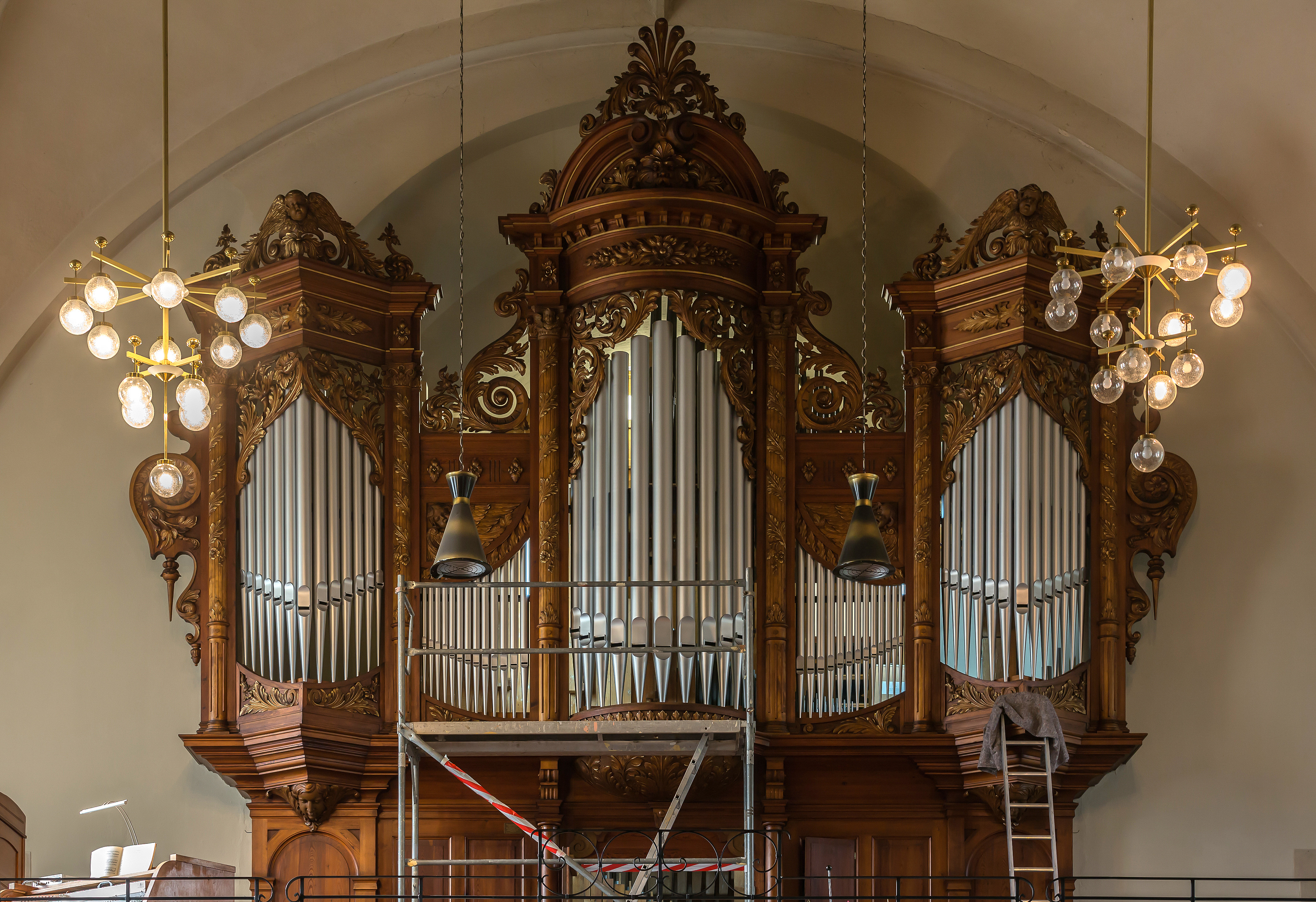
Orgel

Die evangelische Peter-Pauls-Kirche ist eine kreuzförmige, historistische Saalkirche in Coswig im Landkreis Meißen in Sachsen. Sie gehört zum Kirchspiel Weinböhla-Coswig-Niederau im Kirchenbezirk Meißen-Großenhain der Evangelisch-Lutherischen Landeskirche Sachsens.

## Geschichte und Architektur
Die einheitliche, in Süd-Nord-Richtung orientierte, symmetrische Saalkirche mit beherrschender, städtebaulich wirksamer Turmfassade im Süden wurde in den Jahren 1901–1903 nach Plänen von Woldemar Kandler hauptsächlich in den Formen der Neorenaissance erbaut. Die Ausstattung und die bereits mit Anklängen des Jugendstils gestaltete Ausmalung des Innenraums sind ebenfalls einheitlich erhalten. An den auf dem Grundriss eines griechischen Kreuzes angelegten Gemeinderaum ist im Norden der polygonal schließende Chor angefügt, gegenüber im Süden die symmetrische Turmfront. Das Mauerwerk besteht aus verputzten Sandsteinquadern, das Bauwerk ist mit schiefergedeckten Satteldächern abgeschlossen. Der schlanke, im Grundriss rechteckige Turm steht nach Süden hervortretend in der Mittelachse des Bauwerks und wird an beiden Seiten von je einem Treppenturm mit dem Emporenaufgang begleitet. Die Richtung der Dachfirste des Turms, der kleinen Nebentürme und der hinter ihnen aufsteigenden Querarme des Bauwerks sind quer zur Hauptachse orientiert; mit dieser Querbewegung wird der zentralbauartige Charakter des Bauwerks betont. Am Satteldach des Turms sind seitlich Ziergiebel mit Neurenaissance-Gestaltung angeordnet, mit kleinen Zwerchgiebeln für die Uhren nach Süden und Norden, darüber ein hoher Dachreiter, der in den Formen des Neobarocks mit Architekturunterbau, Haube und Spitze gestaltet ist. Die Treppentürme sind ebenfalls mit geschweiften Ziergiebeln versehen. Nach Süden hin sind Vorbauten angeordnet. Die Turmfenster sind als rundbogige Biforien gestaltet, mit großen rundbogigen Schallöffnungen. Das dominierend hervorgehobene Südportal am Turm zeigt ein reich profiliertes Sandsteingewände und ist von einem Säulenaufbau mit Gesims gerahmt, in dessen Ziergiebel ein Relief des segnenden Christus angebracht ist. Oberhalb des Portals an den Turmecken links und rechts sind unter Baldachinen Steinfiguren der Heiligen Petrus und Paulus aufgestellt.
Die Querarme des Bauwerks sind mit Ziergiebeln und Rundbogenfenstern akzentuiert, an den Seite mit Biforien, der Chorschluss mit großen Rundbogenfenstern und symmetrisch angefügten Anbauten.
Im Innern sind alle Raumteile symmetrisch angelegt und mit Rippengewölben geschlossen; teilweise mit ornamentaler Wandmalerei in dezenter grisaille-ähnlicher Farbigkeit; nur am gekehlten rundbogigen Triumphbogen sind figürliche Malereien von Engeln zu finden.
Die Querarme werden von hölzernen Emporeneinbauten eingenommen, deren Oberflächen ebenso wie das Gestühl und die übrige Ausstattung in dunklem Holzton gestaltet sind.
In den Rundbogenfenstern des Chores sind farbige Glasmalereien aus der Zeit um 1903 nach Entwurf von Ludwig Otto eingesetzt, mit Darstellungen der Fußwaschung Christi und des Gangs nach Golgatha.

## Ausstattung
Kanzel, Altar und Orgelprospekt sind einheitlich nach Entwürfen von Woldemar Kandler gestaltet. Der Altar aus Holz ist mit einem Rundbogenaufbau und einem Gemälde von Ludwig Otto mit Darstellung der Himmelfahrt Christi versehen, darüber ein Gesims und der Aufsatz mit Kreuz aus dem Jahr 1903. Die Kanzel zeigt geschnitzte Reliefs und Ornamente sowie einen reich verzierten Schalldeckel mit einem Engel darauf. Der Taufstein aus der Alten Kirche Coswig stammt aus dem Jahr 1718 und ist in farbig gefasstem Sandstein gestaltet, am achteckigen Fuß mit Blattgehängen, am kelchartigen Becken zwei Engel mit einem Spruchband und Stifterinschrift.

### Orgel
Bei ihrer Fertigstellung 1903 erhielt die Kirche eine Orgel der Firma Jehmlich Orgelbau Dresden mit damals 29 Registern auf zwei Manualen und Pedal. Während des Ersten Weltkriegs wurden 1917 im Zuge einer Beschlagnahme für Kriegsbedarf die zinnernen Prospektpfeifen konfisziert, die 1924 durch Zinkpfeifen ersetzt wurden. 1956 erfolgte die Umgestaltung des Orgelwerkes auf drei Manuale mit 41 Stimmen. In den Jahren 2013 bis 2015 erfolgte eine Sanierung der Orgel durch Jehmlich Orgelbau in Anlehnung an das ursprünglich spätromantische Klangbild. Die Orgel besitzt heute folgende Disposition:
| I Hauptwerk C–f3 |               |        |
| 01.              | Bordun        | 16′    |
| 02.              | Prinzipal     | 08′    |
| 03.              | Gambe         | 08′    |
| 04.              | Konzertflöte  | 08′    |
| 05.              | Rohrflöte     | 08′    |
| 06.              | Oktave        | 04′    |
| 07.              | Spitzflöte    | 04′    |
| 08.              | Quinte        | 02 ⁄3′ |
| 09.              | Oktave        | 02′    |
| 10.              | Waldflöte     | 02′    |
| 11.              | Cornett II–IV |        |
| 12.              | Mixtur IV     | 02′    |
| 13.              | Trompete      | 08′    |

| II Schwellwerk C–f3 |                      |     |
| 14.                 | Lieblich Gedackt     | 16′ |
| 15.                 | Geigenprinzipal      | 08′ |
| 16.                 | Doppelflöte          | 08′ |
| 17.                 | Gedackt              | 08′ |
| 18.                 | Violine              | 08′ |
| 19.                 | Vox coelestis        | 08′ |
| 20.                 | Quintatön            | 08′ |
| 21.                 | Suavial              | 04′ |
| 22.                 | Rohrflöte            | 04′ |
| 23.                 | Prinzipalflöte       | 02′ |
| 24.                 | Sesqquialter II      |     |
| 25.                 | Mixtur III           |     |
| 26.                 | Trompette harmonique | 08′ |
| 27.                 | Oboe                 | 08′ |

| III Kronenwerk C–f3 |              |        |
| 28.                 | Spitzgedackt | 8′     |
| 29.                 | Gemshorn     | 8′     |
| 30.                 | Koppelflöte  | 4′     |
| 31.                 | Nassat       | 2 ⁄3′  |
| 32.                 | Prinzipal    | 2′     |
| 33.                 | Terz         | 1 3⁄5′ |
| 34.                 | Flageolett   | 1′     |
| 35.                 | Krummhorn    | 8′     |

| Pedal C–d1 |             |     |
| 36.        | Violon      | 16′ |
| 37.        | Subbass     | 16′ |
| 38.        | Gedacktbass | 16′ |
| 39.        | Oktavbass   | 08′ |
| 40.        | Cello       | 08′ |
| 41.        | Quintatön   | 08′ |
| 42.        | Gedacktbass | 08′ |
| 43.        | Choralbass  | 04′ |
| 44.        | Clarine     | 04′ |
| 45.        | Trompete    | 08′ |
| 46.        | Posaune     | 16′ |

- Koppeln: II/I, III/I, III/II, I/P, II/P, III/P